# Neuf-Berquin
 Neuf-Berquin là một xã ở trong tỉnh Nord ở miền bắc nước Pháp. Xã này có diện tích 6,4 km², dân số năm 1999 là 1156 người. Xã nằm ở khu vực có độ cao trung bình 18 mét trên mực nước biển.